# DFB-Pokal 1964-1965
La DFB-Pokal 1965 fu la 22ª edizione della coppa. 32 squadre si sfidarono nei 5 turni della coppa. In finale il Borussia Dortmund sconfisse l'Alemannia Aachen 2–0.

## Primo turno
| Squadra 1             | Risultato   | Squadra 2              |
| --------------------- | ----------- | ---------------------- |
| 16.01.1965            |             |                        |
| Altona 93             | 0 - 5       | Hannover 96            |
| Frankenthal           | 0 - 5       | Stoccarda              |
| Schwaben Augsburg     | 5 - 7 (dts) | Schalke 04             |
| Norimberga            | 2 - 0       | Colonia                |
| RW Oberhausen         | 5 - 0       | Ulma                   |
| Kaiserslautern        | 3 - 0       | Karlsruher FV          |
| Westfalia Herne       | 3 - 4 (dts) | TeBe Berlino           |
| Preußen Münster       | 0 - 1       | Borussia Dortmund      |
| Osnabrück             | 1 - 3       | Alemannia Aquisgrana   |
| Magonza               | 1 - 0       | Werder Brema           |
| Hessen Kassel         | 0 - 2       | Amburgo                |
| Northeim              | 0 - 1       | Meidericher            |
| Eintracht Francoforte | 2 - 1       | Borussia Neunkirchen   |
| Wolfsburg             | 3 - 4       | Monaco 1860            |
| Hertha Berlino        | 1 - 5       | Eintracht Braunschweig |
| 17.01.1965            |             |                        |
| Kickers Offenbach     | 2 - 4       | Wormatia Worms         |

## Ottavi di finale
| Squadra 1             | Risultato   | Squadra 2              |
| --------------------- | ----------- | ---------------------- |
| 06.02.1965            |             |                        |
| Eintracht Francoforte | 1 - 2       | Schalke 04             |
| Magonza               | 2 - 2 (dts) | Monaco 1860            |
| Wormatia Worms        | 0 - 2       | Stoccarda              |
| Norimberga            | 3 - 1       | Amburgo                |
| Meidericher           | 0 - 1       | Eintracht Braunschweig |
| Kaiserslautern        | 1 - 3       | Hannover 96            |
| TeBe Berlino          | 1 - 2       | Borussia Dortmund      |
| 07.02.1965            |             |                        |
| RW Oberhausen         | 0 - 1       | Alemannia Aquisgrana   |

### Ripetizione
| Squadra 1   | Risultato | Squadra 2 |
| ----------- | --------- | --------- |
| 17.02.1965  |           |           |
| Monaco 1860 | 1 - 2     | Magonza   |

## Quarti di finale
| Squadra 1              | Risultato | Squadra 2         |
| ---------------------- | --------- | ----------------- |
| 27.02.1965             |           |                   |
| Eintracht Braunschweig | 0 - 2     | Borussia Dortmund |
| Schalke 04             | 4 - 2     | Stoccarda         |
| Alemannia Aquisgrana   | 2 - 1     | Hannover 96       |
| Magonza                | 0 - 3     | Norimberga        |

## Semifinali
| Squadra 1            | Risultato   | Squadra 2  |
| -------------------- | ----------- | ---------- |
| 17.04.1965           |             |            |
| Borussia Dortmund    | 4 - 2       | Norimberga |
| Alemannia Aquisgrana | 4 - 3 (dts) | Schalke 04 |

## Finale
| Squadra 1         | Risultato | Squadra 2            |
| ----------------- | --------- | -------------------- |
| 22.05.1965        |           |                      |
| Borussia Dortmund | 2 - 0     | Alemannia Aquisgrana |

| Arbitro: | Rudibert Jacobi (Heidelberg) |

|                          |           |  |
| Schmidt 10’ Emmerich 18’ | Marcatori |  |

| BV BORUSSIA 09 DORTMUND: |   |                      |
|                          |   |                      |
| GK                       | 1 | Hans Tilkowski       |
| DF                       |   | Gerhard Cyliax       |
| DF                       |   | Theodor Redder       |
| DF                       |   | Dieter Kurrat        |
| DF                       |   | Wolfgang Paul        |
| MF                       |   | Hermann Straschitz   |
| MF                       |   | Wilhelm Sturm        |
| MF                       |   | Alfred "Aki" Schmidt |
| FW                       |   | Reinhold Wosab       |
| FW                       |   | Friedhelm Konietzka  |
| FW                       |   | Lothar Emmerich      |
| Allenatore:              |   |                      |
| Hermann Eppenhoff        |   |                      |

| AACHENER TSV ALEMANNIA: |   |                    |
|                         |   |                    |
| GK                      | 1 | Gerhard Prokop     |
| DF                      |   | Werner Nievelstein |
| DF                      |   | Herbert Krisp      |
| DF                      |   | Christian Breuer   |
| DF                      |   | Josef Thelen       |
| DF                      |   | Erwin Hermandung   |
| MF                      |   | Alfred Glenski     |
| MF                      |   | Wilhelm Krieger    |
| MF                      |   | Josef Martinelli   |
| FW                      |   | Franz-Josef Nacken |
| FW                      |   | Herbert Gronen     |
| Allenatore:             |   |                    |
| Oswald Pfau             |   |                    |

Borussia Dortmund
(1º successo)